# James Challis

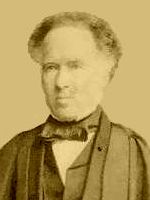
James Challis

James Challis (n. 12 decembrie 1803 - d. 3 decembrie 1882) a fost un preot, fizician și astronom englez.
A fost succesorul lui George Biddell Airy la conducerea observatorului astronomic de la Cambridge.
A confirmat descoperirea planetei Neptun de către Urbain Le Verrier.
A susținut teoria ondulatorie a luminii precum și cea a existenței eterului luminifer.